# USS 필리핀시 (CV-47)
USS 필리핀시 (CV-47)는 미국 해군의 에식스급 항공모함 24척 중 24번함이다.

## 역사

### 한국전쟁

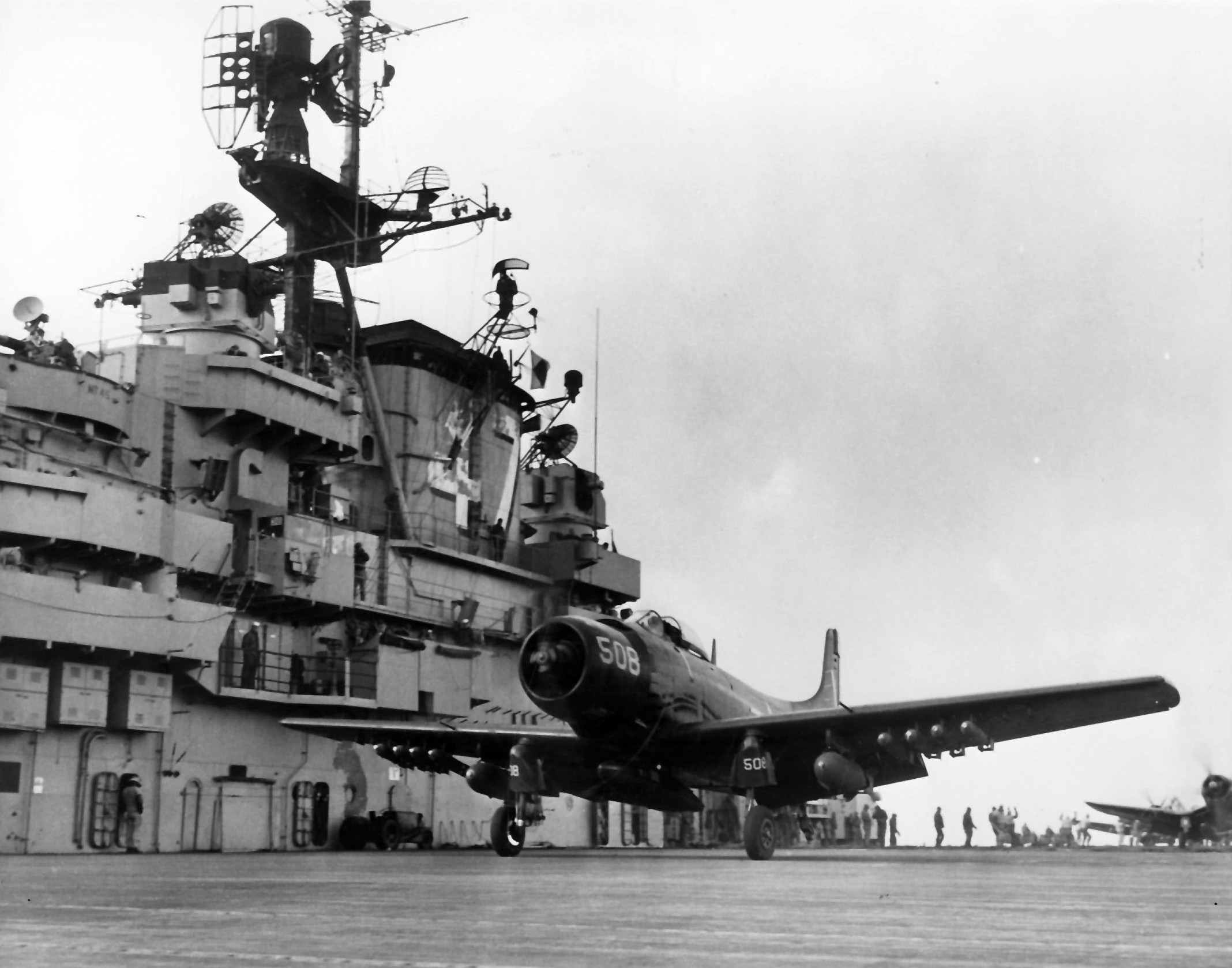
1950년 한국전쟁 당시 필리핀시함에서 출격중인 AD-4 스카이레이더

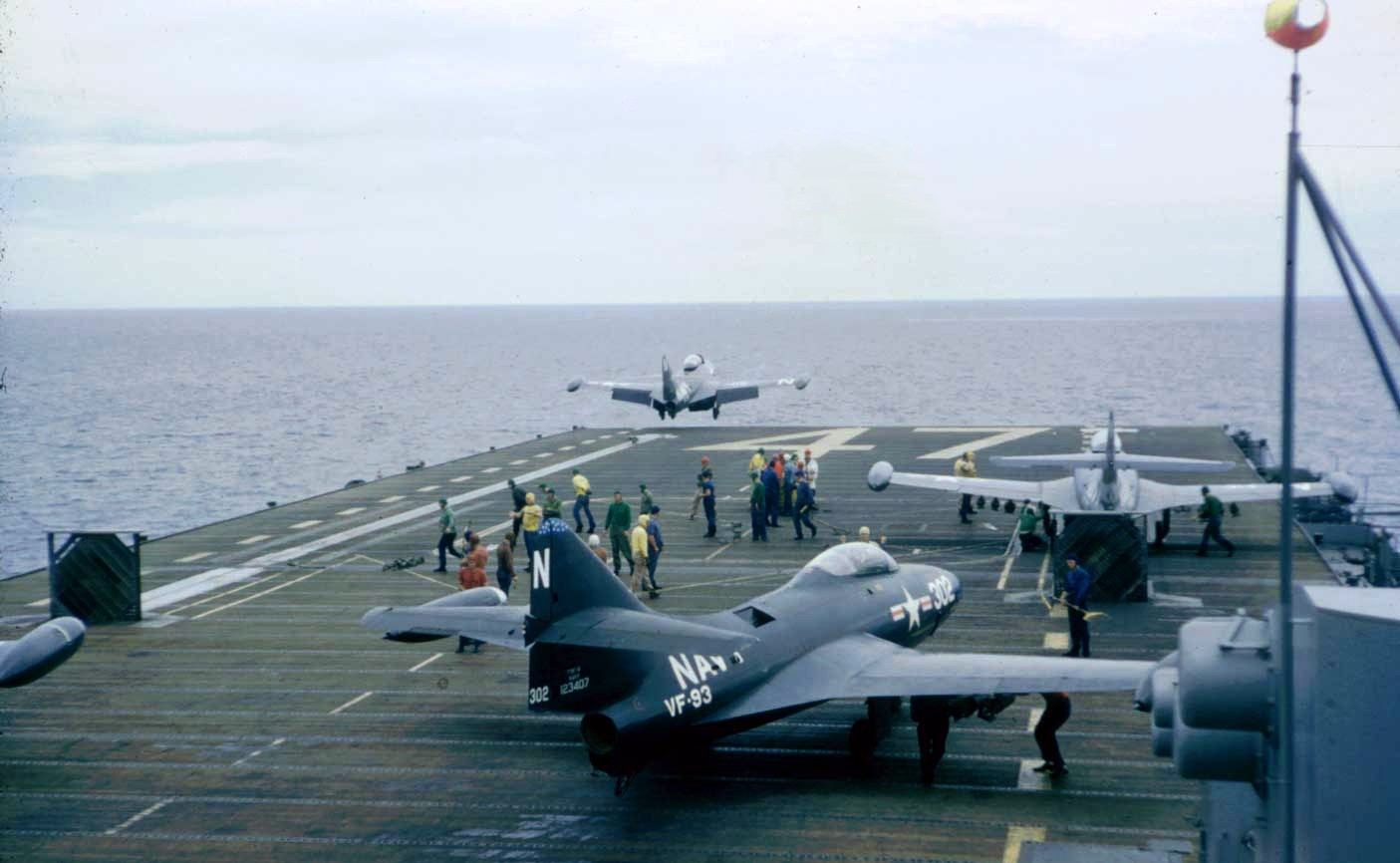
1952년 한국전쟁 당시, 필리핀시함의 F9F 팬더 전투기들

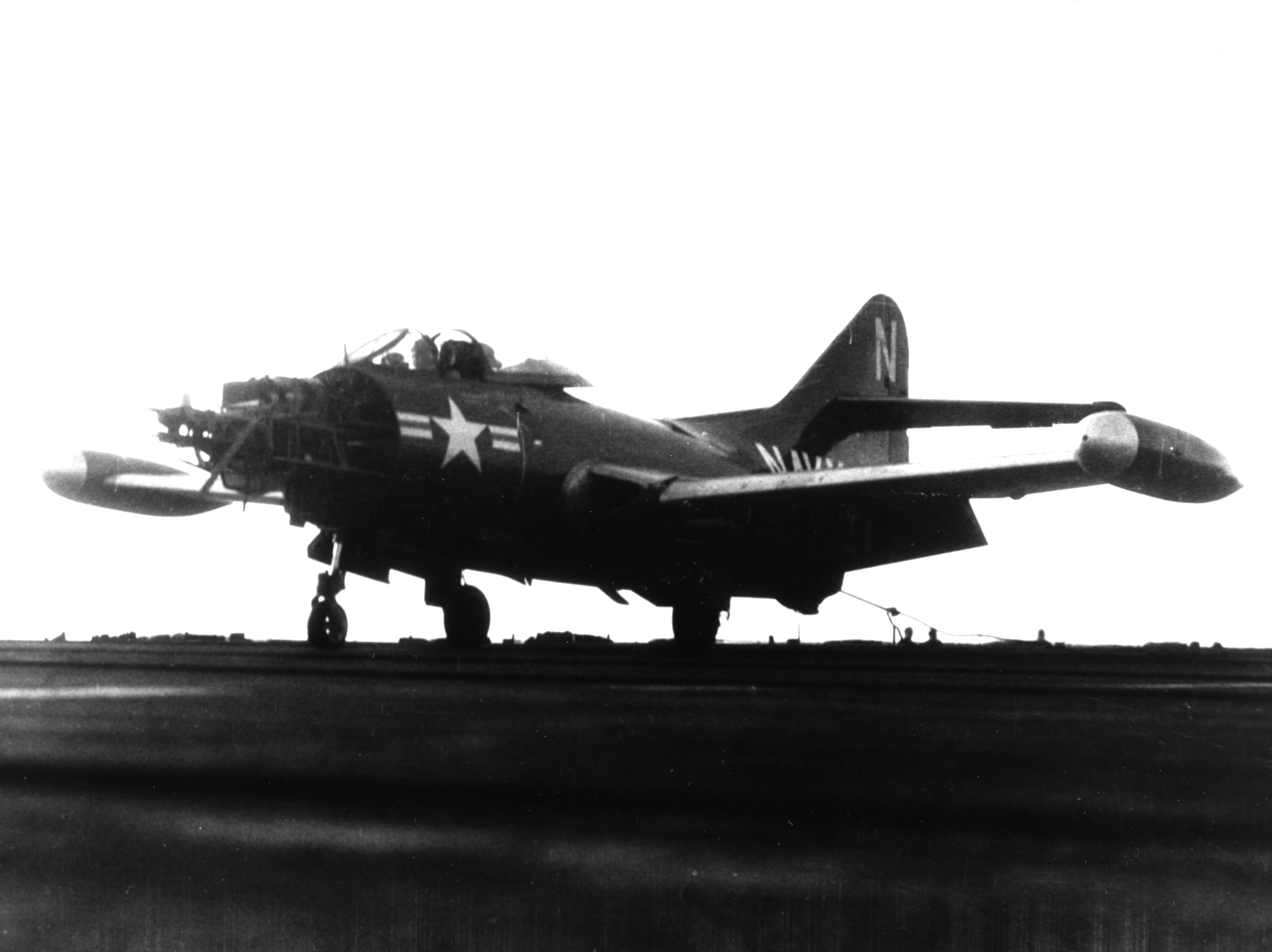
1953년 7월, 심각하게 파손된 채 필리핀시함에 착륙한 F9F 팬더 전투기

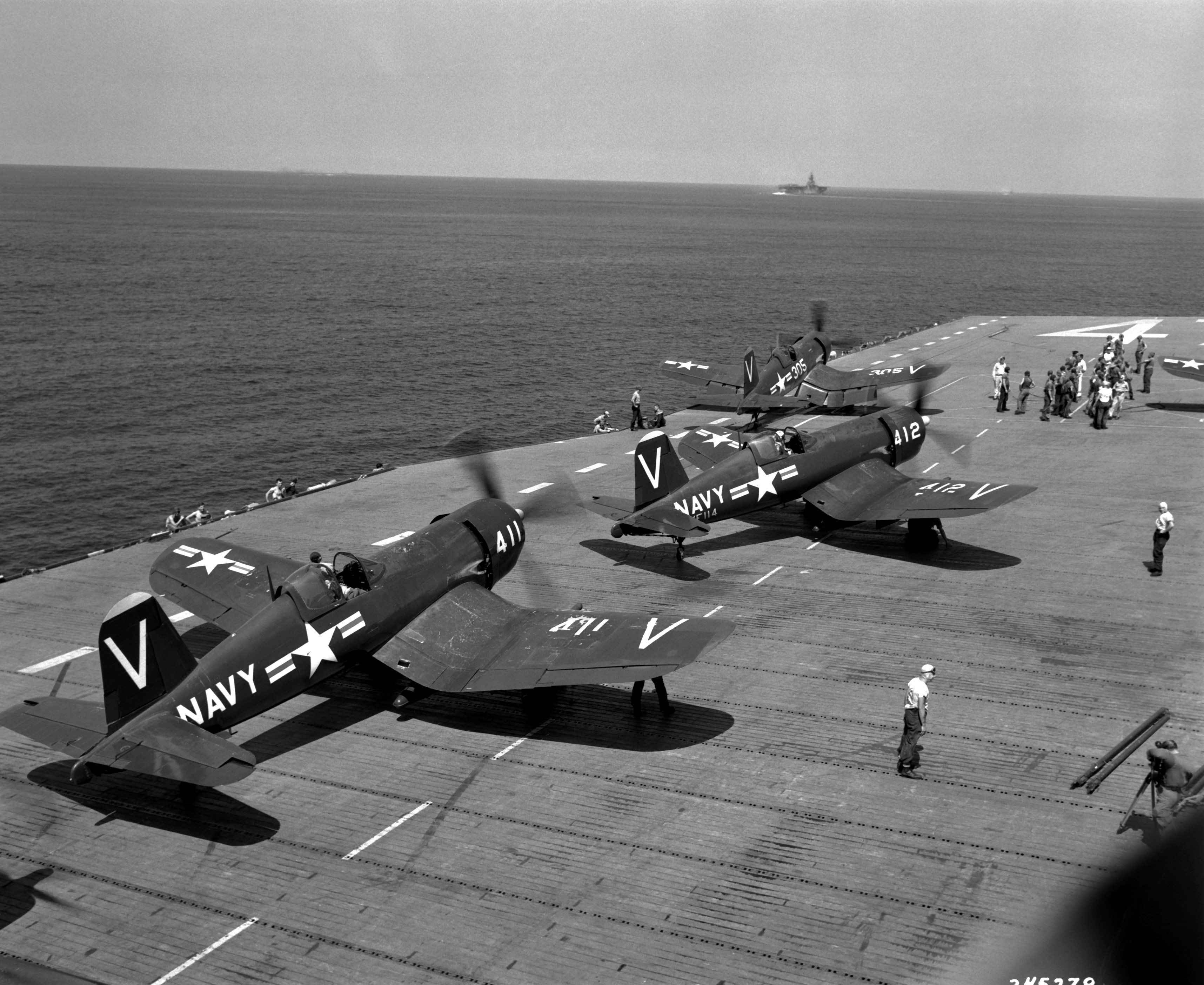
1951년 한국전쟁 당시, 필리핀시함에서 출격대기중인 F4U 콜세어 전폭기

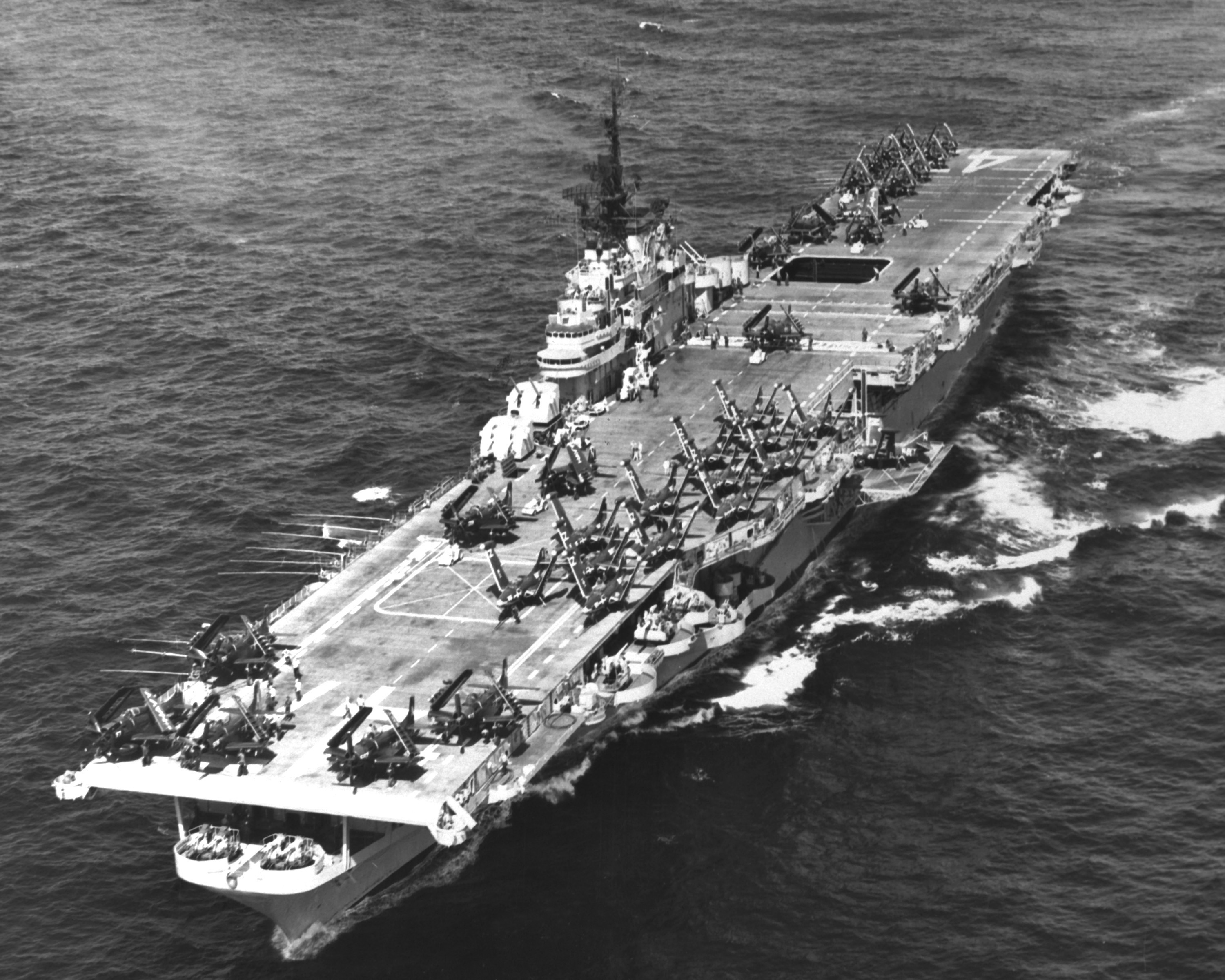
1953년 5월 3일, 한국전쟁에서 작전중인 필리핀시함

1950년 6월 25일, 한국전쟁이 발발한 때에, 필리핀시함은 하와이 진주만 해군기지에 배치되어 있었다. F4U 콜세어 전폭기 4개 비행대대로 구성된 항공모함 비행단 11이 항모에 배치되었다.
7월 24일 일본으로 출항했다. 전속력으로 서태평양을 건너 8월 4일 오키나와에 도착했다. 미국 밸리포지함, 영국 트라이엄프함에 이어, 한국에 3번째로 도착한 항공모함이다. 필리핀시함은 8월 1일 한국에 도착했다. 당시 유엔군은 제공권과 제해권을 장악한 상태였다. 8월 5일 태스크 포스 77의 기함이 되었다.
이리, 목포, 군산에 최초의 공습을 했다. 하루에 140회 출격했다. 재무장, 재급유, 수리를 위한 짧은 휴식을 제외하고는 계속해서 풀가동되었다. 북한군의 배, 다리, 댐 등을 공격했다. 밸리포지함과 로테이션으로 계속 공습을 가했다. 8월 31일 낙동강 전투가 시작되었다. 두 항공모함은 263회 출격해 북한군을 저지했다.
마산 전투에서는 필리핀시함이 320 km 떨어져 있었지만, 마산의 목표물을 공습했다. 마산을 방어하기 위해, 9월 1일 27노트 속도로 이동했다.

## 같이 보기
- USS 밸리 포지 (CV-45)